# Adalbert Wex

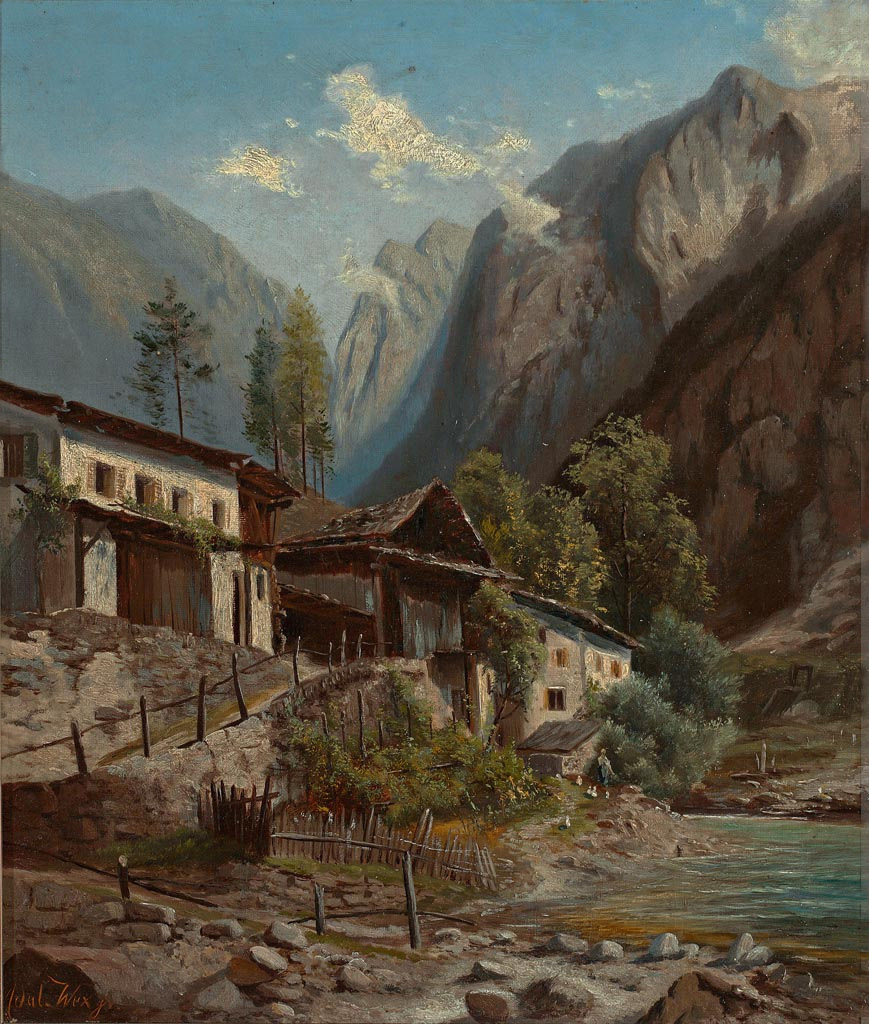
Malerische Gebirgslandschaft mit Gehöften an einem Bach

Adalbert Wex (* 19. Juni 1867 in München; † 11. November 1932 ebenda) war ein deutscher Landschaftsmaler.
Adalbert Wex war der Sohn des Landschaftsmalers Willibald Wex. Nach dem ersten Malunterricht bei seinem Vater studierte Adalbert Wex seit dem 6. April 1883 an der Königlichen Akademie der Künste in München bei Bernhard Buttersack. Nach dem Vorbild seines Vaters malte er Landschaftsbilder, aber hauptsächlich melancholische Seelandschaften und Sonnenuntergänge. Seit 1896 nahm er an den Ausstellungen im Münchener Glaspalast teil. Er war Mitglied der Münchner Künstlergenossenschaft.  